# Ricky Rubio
Ricard „Ricky” Rubio Vives (El Masnou, Barcelona, 1990. október 21. –) spanyol színekben Európa-bajnok és olimpiai ezüstérmes katalán kosárlabdázó.

## Pályafutása

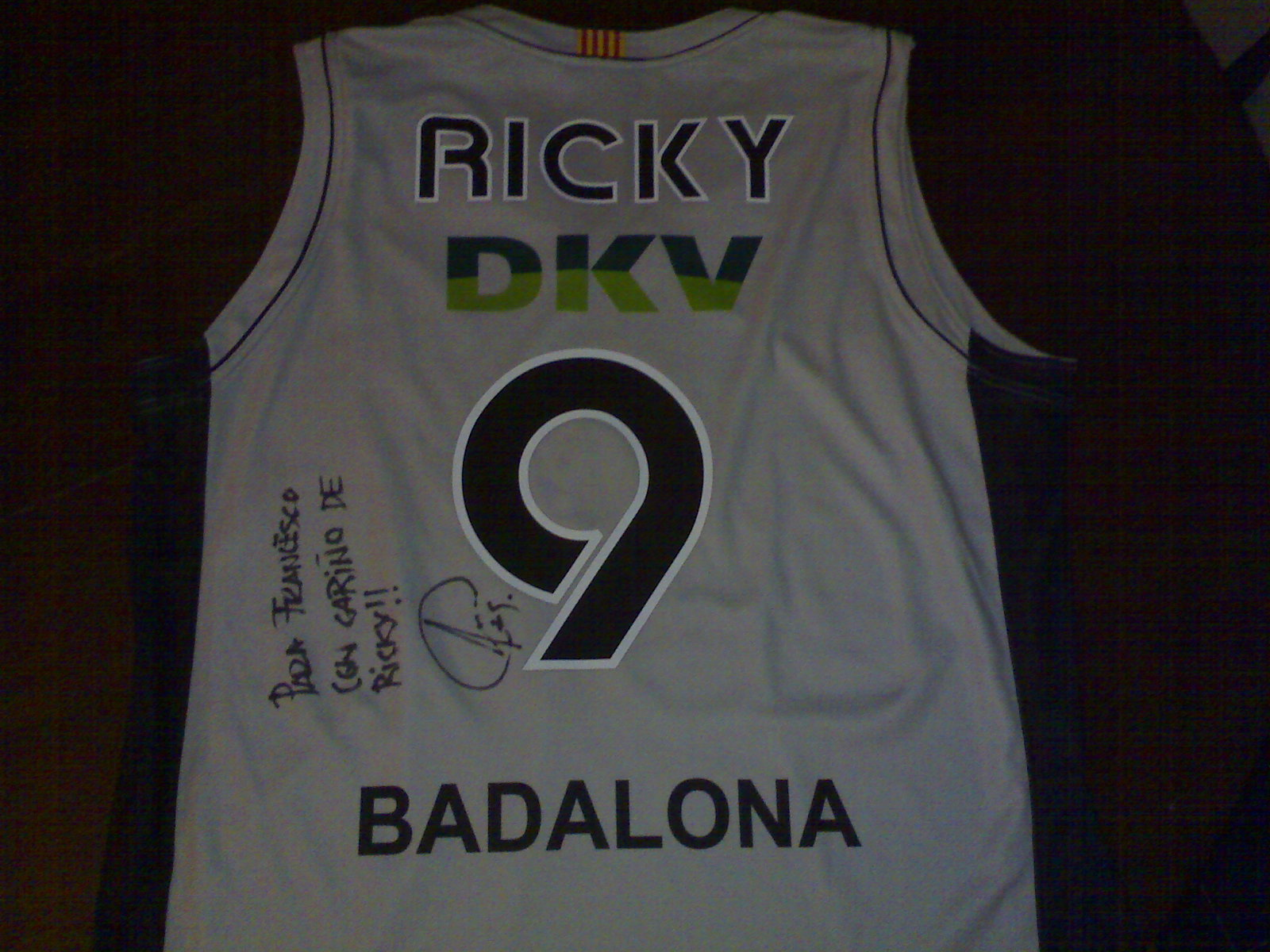
Ricky Rubio által aláírt mez (2009)

Az NBA 2011–2012-es szezonját a Minnesota Timberwolves csapatában kezdte.